# Palau dels Ducs de Pastrana
El palau dels Ducs de Pastrana o palau Gilhou és un palauet espanyol del segle xix situat entre el carrer de las Platerías i el passeig de la Habana del barri de Nueva España (districte de Chamartín) de Madrid. Fou declarat Bé d'Interès Cultural el 1979. Actualment pertany a la fundació ONCE i s'utilitza per a esdeveniments i actes.

## Història i descripció
El financer francès Louis Guilhou Rives va adquirir els terrenys que ocupa el palau a la duquessa de Pastrana per a establir la seva residència a Chamartín de la Rosa. Va adquirir nombroses terres i va establir un molí fariner i una adoberia.
Segons Menéndez Pidal, Napoleó es va allotjar en aquest palau durant la seva curta estada a Madrid durant la Guerra de la Independència. Evidencien el temor del general francès que no es va assentar en un lloc més preeminent. Menéndez Pidal va mostrar el seu interès en què no es derroqués i es dediqués a un museu que commemorés tal data històrica. Va sol·licitar en 1974 que fos declarat monument nacional. Finalment, en 1979, va ser declarat Bé d'Interès Cultural.
Del seu disseny arquitectònic, de clara influència francesa, destaca l'elegant façana rectangular, amb el porxo de columnes i els seus jardins en forma de trapezi. El palau consta d'un cos rectangular principal amb dos cossos laterals que sobresurten, deixant al principal entre aquests dos cossos sortints. Tot el conjunt està coronat per quatre torres.